# 別所晃吉
別所 晃吉（べっしょ てるよし）（Teruyoshi Bessho）は、フジアールの執行役員・デザイン部長、美術セットデザイナー。東京都出身。武蔵野美術大学大学院造形研究科修了。
1993年フジアール入社。
テレビ美術の巨匠セットデザイナー・根本研二の弟子であり、バラエティ、ドラマなどでフジテレビジョンをはじめ、民放各社による数々の番組やCM、舞台、映画の美術セットのデザインを担当。

## セットデザイナー作品

### テレビ番組

#### 情報・バラエティ・ライブ
- ケンカの花道（フジテレビ、1994年）
- とんねるずのみなさんのおかげです（フジテレビ、1994年）
- ASAYAN（テレビ東京、1995年）
- タモリのボキャブラ天国（フジテレビ、1997年）
- スキヤキ!!ロンドンブーツ大作戦（テレビ東京、1998年）
- バクマリヤ（フジテレビ、1999年）
- うっひゃ〜!!はなさかロンドンブーツ（フジテレビ、1999年）
- どっちの料理ショー（読売テレビ、2002年）
- FNS ALLSTARS27時間笑いの夢列島（フジテレビ、2002年）
- 週刊フジテレビ批評（フジテレビ、2002年）
- ハマラジャ（テレビ東京、2002年）
- 新春かくし芸大会（フジテレビ）
- アフリカのツメ（読売テレビ、2004年）
- グータン〜自分探しバラエティ〜（関西テレビ、2004年）
- 雨スポSTYLE（読売テレビ、2004年）
- 空飛ぶグータン〜自分探しバラエティ〜（関西テレビ、2005年）
- 新どっちの料理ショー（読売テレビ、2005年）
- ポンキッキ（フジテレビ、2006年）
- 雨スポ（読売テレビ、2005年）
- 抱きしめたいっ!（読売テレビ、2005年）
- グータンヌーボ（関西テレビ、2006年）
- MusiG（読売テレビ、2006年）
- ニッポン旅×旅ショー（読売テレビ、2006年）
- 嗚呼!花の料理人（読売テレビ、2006年）
- セサミストリート（テレビ東京、2006年）
- 秘密のケンミンSHOW（読売テレビ、2006年）
- 音リコ!（読売テレビ、2007年）
- びっくり法律旅行社（NHK）
- MMM（読売テレビ、2008年）
- I Survived a Japanese Game Show（米国ABC）
- VivaVivaV6（フジテレビ）
- おはスタ（テレビ東京）
- 脳テレ〜あたまの取扱説明書（トリセツ）〜（仙台放送、2008年）
- にけつッ!!（読売テレビ、2008年）
- ウソホンティ（フジテレビ、2009年）
- ハイスクールマンザイ（テレビ朝日、2009年）
- なんで推理SHOW ハテナの出口（2010年）
- 激変!ミラクルチェンジ（TBS、2010年）
- 料理の怪人（テレビ東京、2010年）
- 世紀のワイドショー!ザ・今夜はヒストリー（TBS、2011年）
- 福山雅治ライブサーキット『fighting pose』（wowow、2011年）
- ワラッタメ天国（フジテレビ、2012年）
- 脳内エステ IQサプリ（フジテレビ、2013年）
- ジェネレーション天国（フジテレビ、2013年）
- 世界の村で発見!こんなところに日本人（朝日放送、2013年）
- クイズ!それマジ!?ニッポン（フジテレビ、2014年）
- 大人ドリル（NHK、2014年）
- 発見!ウワサの食卓（関西テレビ、2015年）
- 人生で大事なことは○○から学んだ（朝日放送、2017年）
- 志村けんのバカ殿様（フジテレビ、2017年）
- 志村けんのだいじょうぶだぁ（フジテレビ、2017年）
- 志村でナイト（フジテレビ、2018年）
- ポツンと一軒家（朝日放送、2018年）
- 有吉弘行の脱ぬるま湯大作戦（Amazonプライム・ビデオ、2018年）
- 志村の夜（フジテレビ、2018年）
- 志村友達（フジテレビ、2020年）

#### ドラマ
- 神様、もう少しだけ（フジテレビ、1998年）
- TEAM（フジテレビ、1999年）
- 世にも奇妙な物語 秋の特別編 (2000年)|世にも奇妙な物語 秋の特別編「バーゲン・ハンター」（フジテレビ、2000年）
- お前の諭吉が泣いている（テレビ朝日、2001年）
- 春ランマン（関西テレビ、2002年）
- 逮捕しちゃうぞ（テレビ朝日、2002年）
- ムコ殿2003（フジテレビ、2003年）
- クニミツの政（関西テレビ、2003年）
- ぶどうの木〜里親と子供たちの愛の物語〜（フジテレビ、2003年）
- 乱歩R（読売テレビ、2004年）
- 無名（TBS、2004年）
- やがて来る日のために（フジテレビ、2005年）
- 赤い疑惑（TBS、2005年）
- 恍惚の人（日本テレビ、2006年）
- 山おんな壁おんな（フジテレビ、2007年）
- 千の風になって ドラマスペシャル　家族へのラブレター（フジテレビ、2007年）
- てやんでいBaby（wowow、2008年）
- 夢の見つけ方教えたる!（フジテレビ、2009年）
- リアル脱出ゲーム密室美少女（テレビ東京、2013年）
- 悪貨（wowow、2014年）
- 5人のジュンコ（wowow、2015年）
- CRISIS 公安機動捜査隊特捜班（関西テレビ、2017年）
- PRINCE OF LEGEND（日本テレビ、2018年）
- 東京BTH〜TOKYO BLOOD TYPE HOUSE〜（Amazonプライム・ビデオ、2018年）
- 太陽は動かない（wowow、2020年）
- 記憶捜査〜新宿東署事件ファイル〜 シーズン２（テレビ東京、2020年）
- 極主夫道（読売テレビ、2020年）
- 心はロンリー気持ちは「…」 FINAL（2024年）

#### 映画
- PRINCE OF LEGEND（東宝、2019年）
- コンフィデンスマンJP（東宝、2019年）
- 貴族降臨 -PRINCE OF LEGEND-（東宝、2020年）
- 太陽は動かない（ワーナー・ブラザース、2020年）

### イベント・舞台・アミューズメント
- 総本家内場勝則（1999年）
- 吉本新喜劇レギュラー公演 スタジオアルタ、TFMホール、ルミネtheよしもと、京橋花月等（1999年～2011年）
- すっごい吉本新喜劇  LA&5都市ツアー（2006年）
- オリエンタルラジオ「才」ツアー（2008年）
- 新宿7キャンプシアター（2008年）[2]
- おいしいタイミング（2008年、演劇集団アーバンフォレスト）[3]
- 歌舞伎町シアターパーク2009　劇場版 やりすぎ芸人都市伝説（2009年）
- 和田アキ子ディナーショー
- ハウステンボス　スリラー・ファンタジー・ミュージアム（2010年）
- 吉本百年物語（2012年〜2013年）
- はやく起きた朝は…　20年!ありがとうLIVE（2013年）
- 明石家さんまプロデュース 今回もコントだけ（2014年）
- アイドリング!!!特別舞台公演「見よ、飛行機の高く飛べるを」（2015年）
- 内村光良作 東京２/３(2017年）
- HiGH & LOW THE LAND, HiGH & LOW THE MUSEUM よみうりランド（2017年）[4]
- 愛にまつわる、いくつかの・・・　凰稀かなめ主演（2018年）[5]
- GOODBYE CHARLIE　凰稀かなめ主演（2020年）[6]

### CM
- アリコジャパン
ワイドショー番組のセット。大和田伸也出演